# Kamran Shirazi
Pour les articles homonymes, voir Shirazi.
Kamran Shirazi, né à Téhéran le 21 novembre 1952, est un maître international d'échecs iranien, puis américain et français. Depuis 2006, il est affilié auprès de la fédération française dans les classements de la Fédération internationale des échecs (FIDE).

## Biographie
Dans les années 1970, il quitte son pays natal pour aller s'installer aux États-Unis. Il devient très vite un des joueurs les plus actifs du pays et remporte de nombreux tournois comme le Southern California Open et le Memorial Day Classic.
Il devient rapidement l'un des joueurs les mieux classés de la fédération d'échecs des États-Unis.
Cependant, il connaît quelques soucis dans certains tournois, notamment au championnat des États-Unis où il finit dernier avec seulement une nulle sur 17 parties. Il perd même une partie ainsi : 
Shirazi, K - Peters, J

1.e4 c5 2.b4 cxb4 3.a3 d5 4.exd5 Dxd5 5.axb4?? De5+ 0-1.
Kamran Shirazi apparaît dans le film À la recherche de Bobby Fischer, où il est appelé grand maître. Cependant, il n'est que maître international, et ce depuis 1978.
Depuis 2006, il s'est installé en France, où il joue beaucoup et donne des cours.
Au 1er mai 2010, il est le 63e joueur français avec un classement Elo de 2 425 points.